# Esseliene Christiene Fabies
Esseliene Christiene Fabies (District Saramacca, 1 augustus 1926 – Paramaribo, 15 maart 2008) was een Surinaams zangeres. Ze was de oudste en nog tot kort voor haar overlijden actieve voorzangeres van de Afro-Surinaamse culturele vereniging NAKS. Zij stond bekend als Ma Es en gold als een belangrijke cultuurdraagster van het Afro-Surinaamse erfgoed.

## Biografie
Ma Es deed haar intrede bij NAKS in 1969, dankzij de toenmalige NAKS-directeur en toneelschrijver Eugène Drenthe. Zij had een krachtige stem en een bijzonder ritmegevoel en had al vroeg de quatro (een kleine, viersnarige gitaar) en de skraki (de grote trom in de kaseko- en kawinamuziek) leren bespelen.
Zij nam al snel een gezichtsbepalende positie in binnen de afdelingen “Zang” en “Dans” en binnen de “Kotomisi”-groep van NAKS. Zij gold als een belangrijke bron van overdracht van kennis van de Afro-Surinaamse cultuur en in het bijzonder ook van de sokopsalm (liederen gezongen bij rouwrituelen). Omdat zij noten kon lezen, wist zij zich liederen snel eigen te maken en ook zelf liederen te componeren. Dit resulteerde in de “Mi na Singiman” (Ik ben een zangeres). In het lied “Son go na ondro” van deze CD bezingt zij haar liefde voor NAKS en vraagt niet te treuren als ze heengaat, omdat haar liefde zal blijven voortleven.
Ma Es werd tweemaal gedecoreerd door de President van de Republiek Suriname, in 1993 en 2005. In augustus 1998 opende zij, samen met fluitist-componist Ronald Snijders, de eerste Afro-Surinaamse muziekschool “Mi Agida”. Voor haar culturele verdiensten werd zij in 2006 in Nederland gehuldigd door Podium Kwakoe.
Zij ligt begraven op begraafplaats Vrede en Arbeid in Paramaribo.

## Discografie
Album: Mi Na Singi Man (jaar onbekend)